# Zara Larsson/Auszeichnungen für Musikverkäufe

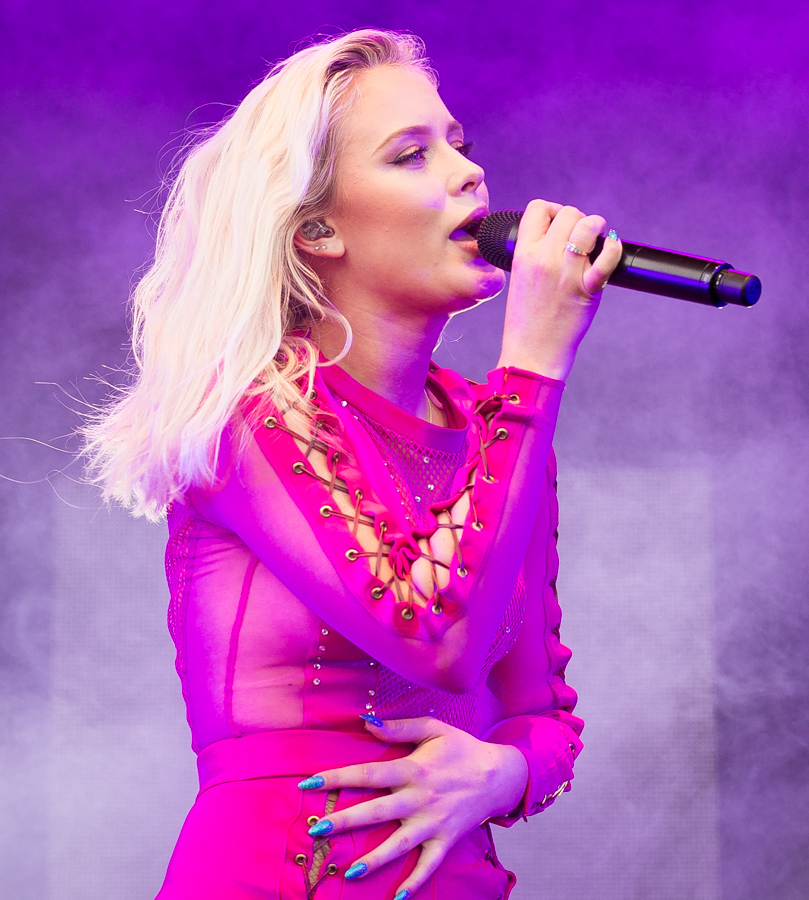
Zara Larsson (2016)

Dies ist eine Übersicht über die Auszeichnungen für Musikverkäufe der schwedischen Sängerin Zara Larsson. Die Auszeichnungen finden sich nach ihrer Art (Gold, Platin usw.), nach Staaten getrennt in chronologischer Reihenfolge, geordnet sowie nach den Tonträgern selbst, ebenfalls in chronologischer Reihenfolge, getrennt nach Medium (Alben, Singles usw.), wieder.

## Auszeichnungen
| - Vereinigtes Königreich - 2019: für die Single Don’t Worry Bout Me - 2020: für die Single Now You’re Gone - 2020: für das Lied I Can’t Fall in Love Without You - 2022: für die Single Like It Is - 2022: für die Single All the Time - 2024: für die Single Wow - 2024: für die Single Uncover - Australien - 2018: für das Album So Good - 2018: für die Single So Good - Belgien - 2016: für die Single Girls Like - 2016: für die Single Ain’t My Fault - 2022: für die Single Words - Brasilien - 2021: für die Single All the Time - 2021: für die Single Don’t Worry Bout Me - 2021: für die Single I Would Like - 2021: für die Single Like It Is - 2021: für das Album Poster Girl - Dänemark - 2013: für die Single Uncover - 2014: für das Streaming Bad Boys - 2018: für das Album 1 - 2020: für die Single Rooftop - 2024: für die Single All the Time - Deutschland - 2016: für die Single This One’s for You - 2017: für die Single Ain’t My Fault - 2019: für die Single Girls Like - Frankreich - 2015: für die Single Uncover - 2018: für die Single Ain’t My Fault - 2024: für das Album So Good - Italien - 2016: für die Single Girls Like - 2017: für die Single I Would Like - 2019: für die Single Holding Out for You - 2024: für die Single Words - Kanada - 2019: für die Single So Good - 2019: für das Lied I Can’t Fall in Love Without You - 2024: für die Single Uncover - 2024: für die Single Wow - 2024: für die Single All the Time - Mexiko - 2019: für die Single Ain’t My Fault - Neuseeland - 2018: für die Single So Good - 2019: für die Single This One’s for You - 2019: für das Lied I Can’t Fall in Love Without You - Niederlande - 2017: für das Album So Good - Norwegen - 2020: für das Lied TG4M - 2020: für die Single Don’t Worry Bout Me - 2020: für die Single All the Time - 2020: für die Single So Good - Österreich - 2016: für die Single This One’s for You - 2025: für die Single Can’t Tame Her - Polen - 2017: für die Single I Would Like - 2019: für die Single Ruin My Life - 2020: für die Single Like It Is - 2024: für die Single Can’t Tame Her - 2024: für das Album Poster Girl - Portugal - 2019: für die Single Lush Life - 2019: für die Single Never Forget You - Schweden - 2013: für die Single She’s Not Me - 2022: für das Album Poster Girl - 2023: für die Single On My Love - 2024: für das Album Venus - Schweiz - 2016: für die Single This One’s for You - 2017: für die Single Ain’t My Fault - 2017: für die Single I Would Like - 2024: für die Single Can’t Tame Her - Spanien - 2024: für die Single Never Forget You - 2024: für die Single Ain’t My Fault - 2024: für die Single Words - Vereinigte Staaten - 2019: für die Single Ruin My Life - 2023: für die Single This One’s for You - Vereinigtes Königreich - 2018: für die Single This One’s for You - 2024: für die Single Words - 2024: für die Single On My Love - 2024: für die Single Can’t Tame Her | - Australien - 2016: für die Single Girls Like - 2019: für die Single Ruin My Life - Belgien - 2016: für die Single Uncover - 2016: für die Single Lush Life - 2016: für die Single Never Forget You - 2016: für die Single This One’s for You - 2017: für die Single Symphony - Brasilien - 2021: für das Album So Good - 2021: für die Single Ruin My Life - 2021: für die Single Wow - Dänemark - 2017: für die Single Girls Like - 2018: für die Single This One’s for You - 2019: für die Single Ain’t My Fault - 2020: für die Single Ruin My Life - 2022: für die Single I Would Like - 2024: für das Lied I Can’t Fall in Love Without You - 2024: für die Single Can’t Tame Her - 2025: für die Single Words - Deutschland - 2020: für die Single Never Forget You - Frankreich - 2025: für die Single On My Love - Italien - 2016: für die Single Never Forget You - 2018: für die Single Ain’t My Fault - Japan - 2024: für das Streaming Symphony - Kanada - 2019: für die Single I Would Like - 2021: für die Single Like It Is - 2024: für das Album Poster Girl - Neuseeland - 2018: für die Single Ain’t My Fault - 2018: für die Single I Would Like - Niederlande - 2015: für die Single Lush Life - Norwegen - 2014: für die Single Uncover - 2020: für die Single Like It Is - 2020: für die Single Only You - 2020: für die Single I Would Like - Österreich - 2018: für die Single Lush Life - 2020: für die Single Symphony - Polen - 2017: für die Single Ain’t My Fault - 2021: für die Single Wow - 2021: für die Single This One’s for You - 2023: für das Album So Good - 2024: für die Single Girls Like - Portugal - 2019: für die Single This One’s for You - Schweden - 2014: für das Album 1 - 2014: für die Single Rooftop - 2017: für die Single I Would Like - 2017: für die Single So Good - 2021: für die Single Look What You’ve Done - 2022: für die Single All the Time - 2022: für die Single Love Me Land - 2022: für das Lied TG4M - 2022: für die Single Don’t Worry Bout Me - 2023: für die Single Can’t Tame Her - 2023: für die Single Lay All Your Love on Me - Schweiz - 2017: für die Single Never Forget You - Spanien - 2016: für die Single This One’s for You - Ungarn - 2024: für die Single Can’t Tame Her - Vereinigte Staaten - 2016: für die Single Lush Life - 2018: für die Single Symphony - 2019: für die Single Ain’t My Fault - 2021: für das Album So Good - Vereinigtes Königreich - 2017: für die Single I Would Like - 2019: für die Single Ain’t My Fault - 2020: für die Single Ruin My Life - 2022: für das Album So Good - Deutschland - 2021: für die Single Symphony | - Australien - 2017: für die Single Ain’t My Fault - 2018: für die Single I Would Like - Brasilien - 2021: für die Single Ain’t My Fault - 2021: für die Single Never Forget You - 2021: für die Single Uncover - 2024: für die Single Words - Dänemark - 2021: für die Single Never Forget You - 2022: für die Single Symphony - Deutschland - 2023: für die Single Lush Life - Kanada - 2024: für das Album So Good - 2024: für die Single Ruin My Life - 2024: für die Single Ain’t My Fault - Neuseeland - 2024: für die Single Girls Like - 2024: für die Single Ruin My Life - Norwegen - 2016: für die Single This One’s for You - 2020: für die Single Girls Like - 2020: für die Single Ain’t My Fault - 2020: für die Single Ruin My Life - Polen - 2016: für die Single Never Forget You - 2023: für die Single Words - Portugal - 2022: für die Single Symphony - Schweden - 2014: für die Single Carry You Home - 2018: für das Lied I Can’t Fall in Love Without You - 2018: für das Album So Good - Schweiz - 2017: für die Single Symphony - 2017: für die Single Lush Life - Spanien - 2024: für die Single Symphony - Vereinigtes Königreich - 2019: für die Single Girls Like - Mexiko - 2020: für die Single Lush Life - Brasilien - 2021: für die Single Lush Life - Dänemark - 2014: für das Streaming Uncover - 2025: für das Album So Good - Italien - 2017: für die Single Lush Life - 2017: für die Single This One’s for You - Neuseeland - 2022: für das Album So Good - Norwegen - 2020: für die Single Never Forget You - Schweden - 2017: für die Single Ain’t My Fault - 2021: für die Single Säg mig var du står - 2022: für die Single Ruin My Life - Spanien - 2024: für die Single Lush Life - Vereinigte Staaten - 2017: für die Single Never Forget You - Vereinigtes Königreich - 2025: für die Single Never Forget You - Dänemark - 2023: für die Single Lush Life - Italien - 2017: für die Single Symphony - Kanada - 2019: für die Single Never Forget You - 2020: für die Single Symphony - Neuseeland - 2024: für die Single Never Forget You - 2024: für die Single Symphony - Norwegen - 2020: für die Single Lush Life - 2020: für die Single Symphony - Vereinigtes Königreich - 2022: für die Single Symphony - 2023: für die Single Lush Life - Australien - 2018: für die Single Lush Life - 2018: für die Single Never Forget You - 2019: für die Single Symphony - Kanada - 2024: für die Single Lush Life - Neuseeland - 2024: für die Single Lush Life - Schweden - 2016: für die Single Never Forget You - Norwegen - 2020: für das Album So Good - Schweden - 2016: für die Single Uncover - Schweden - 2017: für die Single Lush Life - Frankreich - 2017: für die Single This One’s for You - 2017: für die Single Lush Life - 2018: für die Single Symphony - Polen - 2016: für die Single Lush Life - 2021: für die Single Symphony |

## Auszeichnungen nach Alben

### 1
| Land/Region     | Auszeichnungen für Musikverkäufe (Land/Region, Auszeichnung, Verkäufe) | Verkäufe |
| --------------- | ---------------------------------------------------------------------- | -------- |
| Dänemark (IFPI) | Gold                                                                   | 10.000   |
| Schweden (IFPI) | Platin                                                                 | 40.000   |
| Insgesamt       | 1× Gold · 1× Platin ·                                                  | 50.000   |

### So Good
| Land/Region                  | Auszeichnungen für Musikverkäufe (Land/Region, Auszeichnung, Verkäufe) | Verkäufe  |
| ---------------------------- | ---------------------------------------------------------------------- | --------- |
| Australien (ARIA)            | Gold                                                                   | 35.000    |
| Brasilien (PMB)              | Platin                                                                 | 40.000    |
| Dänemark (IFPI)              | 3× Platin                                                              | 60.000    |
| Frankreich (SNEP)            | Gold                                                                   | 50.000    |
| Kanada (MC)                  | 2× Platin                                                              | 160.000   |
| Neuseeland (RMNZ)            | 3× Platin                                                              | 45.000    |
| Niederlande (NVPI)           | Gold                                                                   | 20.000    |
| Norwegen (IFPI)              | 6× Platin                                                              | 120.000   |
| Portugal (AFP)               | Platin                                                                 | 20.000    |
| Schweden (IFPI)              | 2× Platin                                                              | 60.000    |
| Vereinigte Staaten (RIAA)    | Platin                                                                 | 1.000.000 |
| Vereinigtes Königreich (BPI) | Platin                                                                 | 300.000   |
| Insgesamt                    | 3× Gold · 20× Platin ·                                                 | 1.910.000 |

### Poster Girl
| Land/Region     | Auszeichnungen für Musikverkäufe (Land/Region, Auszeichnung, Verkäufe) | Verkäufe |
| --------------- | ---------------------------------------------------------------------- | -------- |
| Brasilien (PMB) | Gold                                                                   | 20.000   |
| Kanada (MC)     | Platin                                                                 | 80.000   |
| Polen (ZPAV)    | Gold                                                                   | 10.000   |
| Schweden (IFPI) | Gold                                                                   | 15.000   |
| Insgesamt       | 3× Gold · 1× Platin ·                                                  | 125.000  |

### Venus
| Land/Region     | Auszeichnungen für Musikverkäufe (Land/Region, Auszeichnung, Verkäufe) | Verkäufe |
| --------------- | ---------------------------------------------------------------------- | -------- |
| Schweden (IFPI) | Gold                                                                   | 15.000   |
| Insgesamt       | 1× Gold ·                                                              | 15.000   |

## Auszeichnungen nach Singles

### Uncover
| Land/Region                  | Auszeichnungen für Musikverkäufe (Land/Region, Auszeichnung, Verkäufe) | Verkäufe |
| ---------------------------- | ---------------------------------------------------------------------- | -------- |
| Belgien (BRMA)               | Platin                                                                 | 30.000   |
| Brasilien (PMB)              | 2× Platin                                                              | 80.000   |
| Dänemark (IFPI)              | Gold                                                                   | 15.000   |
| Frankreich (SNEP)            | Gold                                                                   | 75.000   |
| Kanada (MC)                  | Gold                                                                   | 40.000   |
| Norwegen (IFPI)              | Platin                                                                 | 10.000   |
| Schweden (IFPI)              | 6× Platin                                                              | 240.000  |
| Vereinigtes Königreich (BPI) | Silber                                                                 | 200.000  |
| Insgesamt                    | 1× Silber · 3× Gold · 10× Platin ·                                     | 690.000  |

### She’s Not Me
| Land/Region     | Auszeichnungen für Musikverkäufe (Land/Region, Auszeichnung, Verkäufe) | Verkäufe |
| --------------- | ---------------------------------------------------------------------- | -------- |
| Schweden (IFPI) | Gold                                                                   | 20.000   |
| Insgesamt       | 1× Gold ·                                                              | 20.000   |

### Carry You Home
| Land/Region     | Auszeichnungen für Musikverkäufe (Land/Region, Auszeichnung, Verkäufe) | Verkäufe |
| --------------- | ---------------------------------------------------------------------- | -------- |
| Schweden (IFPI) | 2× Platin                                                              | 80.000   |
| Insgesamt       | 2× Platin ·                                                            | 80.000   |

### Rooftop
| Land/Region     | Auszeichnungen für Musikverkäufe (Land/Region, Auszeichnung, Verkäufe) | Verkäufe |
| --------------- | ---------------------------------------------------------------------- | -------- |
| Dänemark (IFPI) | Gold                                                                   | 45.000   |
| Schweden (IFPI) | Platin                                                                 | 40.000   |
| Insgesamt       | 1× Gold · 1× Platin ·                                                  | 85.000   |

### Lush Life
| Land/Region                  | Auszeichnungen für Musikverkäufe (Land/Region, Auszeichnung, Verkäufe) | Verkäufe  |
| ---------------------------- | ---------------------------------------------------------------------- | --------- |
| Australien (ARIA)            | 5× Platin                                                              | 350.000   |
| Belgien (BRMA)               | Platin                                                                 | 30.000    |
| Brasilien (PMB)              | 3× Platin                                                              | 120.000   |
| Dänemark (IFPI)              | 4× Platin                                                              | 360.000   |
| Deutschland (BVMI)           | 2× Platin                                                              | 800.000   |
| Frankreich (SNEP)            | Diamant                                                                | 233.333   |
| Italien (FIMI)               | 3× Platin                                                              | 150.000   |
| Kanada (MC)                  | 5× Platin                                                              | 400.000   |
| Mexiko (AMPROFON)            | 5× Gold                                                                | 150.000   |
| Neuseeland (RMNZ)            | 5× Platin                                                              | 150.000   |
| Niederlande (NVPI)           | Platin                                                                 | 30.000    |
| Norwegen (IFPI)              | 4× Platin                                                              | 240.000   |
| Österreich (IFPI)            | Platin                                                                 | 30.000    |
| Polen (ZPAV)                 | Diamant                                                                | 100.000   |
| Portugal (AFP)               | Gold                                                                   | 5.000     |
| Schweden (IFPI)              | 10× Platin                                                             | 400.000   |
| Schweiz (IFPI)               | 2× Platin                                                              | 40.000    |
| Spanien (Promusicae)         | 3× Platin                                                              | 180.000   |
| Vereinigte Staaten (RIAA)    | Platin                                                                 | 1.000.000 |
| Vereinigtes Königreich (BPI) | 4× Platin                                                              | 2.400.000 |
| Insgesamt                    | 2× Gold · 56× Platin · 2× Diamant ·                                    | 7.168.333 |

### Never Forget You
| Land/Region                  | Auszeichnungen für Musikverkäufe (Land/Region, Auszeichnung, Verkäufe) | Verkäufe  |
| ---------------------------- | ---------------------------------------------------------------------- | --------- |
| Australien (ARIA)            | 5× Platin                                                              | 350.000   |
| Belgien (BRMA)               | Platin                                                                 | 30.000    |
| Brasilien (PMB)              | 2× Platin                                                              | 80.000    |
| Dänemark (IFPI)              | 2× Platin                                                              | 180.000   |
| Deutschland (BVMI)           | Platin                                                                 | 400.000   |
| Italien (FIMI)               | Platin                                                                 | 50.000    |
| Kanada (MC)                  | 4× Platin                                                              | 320.000   |
| Neuseeland (RMNZ)            | 4× Platin                                                              | 120.000   |
| Norwegen (IFPI)              | 3× Platin                                                              | 180.000   |
| Polen (ZPAV)                 | 2× Platin                                                              | 40.000    |
| Portugal (AFP)               | Gold                                                                   | 5.000     |
| Schweden (IFPI)              | 5× Platin                                                              | 200.000   |
| Schweiz (IFPI)               | Platin                                                                 | 30.000    |
| Spanien (Promusicae)         | Gold                                                                   | 30.000    |
| Vereinigte Staaten (RIAA)    | 3× Platin                                                              | 3.000.000 |
| Vereinigtes Königreich (BPI) | 3× Platin                                                              | 1.800.000 |
| Insgesamt                    | 2× Gold · 37× Platin ·                                                 | 6.815.000 |

### Girls Like
| Land/Region                  | Auszeichnungen für Musikverkäufe (Land/Region, Auszeichnung, Verkäufe) | Verkäufe  |
| ---------------------------- | ---------------------------------------------------------------------- | --------- |
| Australien (ARIA)            | Platin                                                                 | 70.000    |
| Belgien (BRMA)               | Gold                                                                   | 15.000    |
| Dänemark (IFPI)              | Platin                                                                 | 90.000    |
| Deutschland (BVMI)           | Gold                                                                   | 200.000   |
| Italien (FIMI)               | Gold                                                                   | 25.000    |
| Neuseeland (RMNZ)            | 2× Platin                                                              | 60.000    |
| Norwegen (IFPI)              | 2× Platin                                                              | 120.000   |
| Polen (ZPAV)                 | Platin                                                                 | 50.000    |
| Vereinigtes Königreich (BPI) | 2× Platin                                                              | 1.200.000 |
| Insgesamt                    | 3× Gold · 9× Platin ·                                                  | 1.800.000 |

### This One’s for You
| Land/Region                  | Auszeichnungen für Musikverkäufe (Land/Region, Auszeichnung, Verkäufe) | Verkäufe  |
| ---------------------------- | ---------------------------------------------------------------------- | --------- |
| Belgien (BRMA)               | Platin                                                                 | 30.000    |
| Dänemark (IFPI)              | Platin                                                                 | 90.000    |
| Deutschland (BVMI)           | Gold                                                                   | 200.000   |
| Frankreich (SNEP)            | Diamant                                                                | 233.333   |
| Italien (FIMI)               | 3× Platin                                                              | 150.000   |
| Neuseeland (RMNZ)            | Gold                                                                   | 15.000    |
| Norwegen (IFPI)              | 2× Platin                                                              | 80.000    |
| Österreich (IFPI)            | Gold                                                                   | 15.000    |
| Polen (ZPAV)                 | Platin                                                                 | 50.000    |
| Portugal (AFP)               | Platin                                                                 | 10.000    |
| Schweiz (IFPI)               | Gold                                                                   | 15.000    |
| Spanien (Promusicae)         | Platin                                                                 | 40.000    |
| Vereinigte Staaten (RIAA)    | Gold                                                                   | 500.000   |
| Vereinigtes Königreich (BPI) | Gold                                                                   | 400.000   |
| Insgesamt                    | 6× Gold · 10× Platin · 1× Diamant ·                                    | 1.828.333 |

### Ain’t My Fault
| Land/Region                  | Auszeichnungen für Musikverkäufe (Land/Region, Auszeichnung, Verkäufe) | Verkäufe  |
| ---------------------------- | ---------------------------------------------------------------------- | --------- |
| Australien (ARIA)            | 2× Platin                                                              | 140.000   |
| Belgien (BRMA)               | Gold                                                                   | 15.000    |
| Brasilien (PMB)              | 2× Platin                                                              | 80.000    |
| Dänemark (IFPI)              | Platin                                                                 | 90.000    |
| Deutschland (BVMI)           | Gold                                                                   | 200.000   |
| Frankreich (SNEP)            | Gold                                                                   | 66.666    |
| Italien (FIMI)               | Platin                                                                 | 50.000    |
| Kanada (MC)                  | 2× Platin                                                              | 160.000   |
| Mexiko (AMPROFON)            | Gold                                                                   | 30.000    |
| Neuseeland (RMNZ)            | Platin                                                                 | 30.000    |
| Norwegen (IFPI)              | 2× Platin                                                              | 120.000   |
| Polen (ZPAV)                 | Platin                                                                 | 20.000    |
| Schweden (IFPI)              | 3× Platin                                                              | 120.000   |
| Schweiz (IFPI)               | Gold                                                                   | 15.000    |
| Spanien (Promusicae)         | Gold                                                                   | 30.000    |
| Vereinigte Staaten (RIAA)    | Platin                                                                 | 1.000.000 |
| Vereinigtes Königreich (BPI) | Platin                                                                 | 600.000   |
| Insgesamt                    | 6× Gold · 17× Platin ·                                                 | 2.766.666 |

### I Would Like
| Land/Region                  | Auszeichnungen für Musikverkäufe (Land/Region, Auszeichnung, Verkäufe) | Verkäufe  |
| ---------------------------- | ---------------------------------------------------------------------- | --------- |
| Australien (ARIA)            | 2× Platin                                                              | 140.000   |
| Brasilien (PMB)              | Gold                                                                   | 20.000    |
| Dänemark (IFPI)              | Platin                                                                 | 90.000    |
| Italien (FIMI)               | Gold                                                                   | 25.000    |
| Kanada (MC)                  | Platin                                                                 | 80.000    |
| Neuseeland (RMNZ)            | Platin                                                                 | 30.000    |
| Norwegen (IFPI)              | Platin                                                                 | 60.000    |
| Polen (ZPAV)                 | Gold                                                                   | 10.000    |
| Schweden (IFPI)              | Platin                                                                 | 40.000    |
| Schweiz (IFPI)               | Gold                                                                   | 15.000    |
| Vereinigtes Königreich (BPI) | Platin                                                                 | 600.000   |
| Insgesamt                    | 4× Gold · 8× Platin ·                                                  | 1.110.000 |

### So Good
| Land/Region       | Auszeichnungen für Musikverkäufe (Land/Region, Auszeichnung, Verkäufe) | Verkäufe |
| ----------------- | ---------------------------------------------------------------------- | -------- |
| Australien (ARIA) | Gold                                                                   | 35.000   |
| Kanada (MC)       | Gold                                                                   | 40.000   |
| Neuseeland (RMNZ) | Gold                                                                   | 15.000   |
| Norwegen (IFPI)   | Gold                                                                   | 30.000   |
| Schweden (IFPI)   | Platin                                                                 | 40.000   |
| Insgesamt         | 4× Gold · 1× Platin ·                                                  | 160.000  |

### Symphony
| Land/Region                  | Auszeichnungen für Musikverkäufe (Land/Region, Auszeichnung, Verkäufe) | Verkäufe  |
| ---------------------------- | ---------------------------------------------------------------------- | --------- |
| Australien (ARIA)            | 5× Platin                                                              | 350.000   |
| Belgien (BRMA)               | Platin                                                                 | 30.000    |
| Dänemark (IFPI)              | 2× Platin                                                              | 180.000   |
| Deutschland (BVMI)           | 3× Gold                                                                | 600.000   |
| Frankreich (SNEP)            | Diamant                                                                | 233.333   |
| Italien (FIMI)               | 4× Platin                                                              | 200.000   |
| Kanada (MC)                  | 4× Platin                                                              | 320.000   |
| Neuseeland (RMNZ)            | 4× Platin                                                              | 120.000   |
| Norwegen (IFPI)              | 4× Platin                                                              | 240.000   |
| Österreich (IFPI)            | Platin                                                                 | 30.000    |
| Polen (ZPAV)                 | Diamant                                                                | 250.000   |
| Portugal (AFP)               | 2× Platin                                                              | 20.000    |
| Schweiz (IFPI)               | 2× Platin                                                              | 40.000    |
| Spanien (Promusicae)         | 2× Platin                                                              | 120.000   |
| Vereinigte Staaten (RIAA)    | Platin                                                                 | 1.000.000 |
| Vereinigtes Königreich (BPI) | 4× Platin                                                              | 2.400.000 |
| Insgesamt                    | 1× Gold · 37× Platin · 2× Diamant ·                                    | 6.133.333 |

### Only You
| Land/Region     | Auszeichnungen für Musikverkäufe (Land/Region, Auszeichnung, Verkäufe) | Verkäufe |
| --------------- | ---------------------------------------------------------------------- | -------- |
| Norwegen (IFPI) | Platin                                                                 | 60.000   |
| Insgesamt       | 1× Platin ·                                                            | 60.000   |

### Ruin My Life
| Land/Region                  | Auszeichnungen für Musikverkäufe (Land/Region, Auszeichnung, Verkäufe) | Verkäufe  |
| ---------------------------- | ---------------------------------------------------------------------- | --------- |
| Australien (ARIA)            | Platin                                                                 | 70.000    |
| Brasilien (PMB)              | Platin                                                                 | 40.000    |
| Dänemark (IFPI)              | Platin                                                                 | 90.000    |
| Kanada (MC)                  | 2× Platin                                                              | 160.000   |
| Neuseeland (RMNZ)            | 2× Platin                                                              | 60.000    |
| Norwegen (IFPI)              | 2× Platin                                                              | 120.000   |
| Polen (ZPAV)                 | Gold                                                                   | 10.000    |
| Schweden (IFPI)              | 3× Platin                                                              | 240.000   |
| Vereinigte Staaten (RIAA)    | Gold                                                                   | 500.000   |
| Vereinigtes Königreich (BPI) | Platin                                                                 | 600.000   |
| Insgesamt                    | 2× Gold · 13× Platin ·                                                 | 1.890.000 |

### Holding Out for You
| Land/Region    | Auszeichnungen für Musikverkäufe (Land/Region, Auszeichnung, Verkäufe) | Verkäufe |
| -------------- | ---------------------------------------------------------------------- | -------- |
| Italien (FIMI) | Gold                                                                   | 25.000   |
| Insgesamt      | 1× Gold ·                                                              | 25.000   |

### Don’t Worry Bout Me
| Land/Region                  | Auszeichnungen für Musikverkäufe (Land/Region, Auszeichnung, Verkäufe) | Verkäufe |
| ---------------------------- | ---------------------------------------------------------------------- | -------- |
| Brasilien (PMB)              | Gold                                                                   | 20.000   |
| Norwegen (IFPI)              | Gold                                                                   | 30.000   |
| Schweden (IFPI)              | Platin                                                                 | 80.000   |
| Vereinigtes Königreich (BPI) | Silber                                                                 | 200.000  |
| Insgesamt                    | 1× Silber · 2× Gold · 1× Platin ·                                      | 330.000  |

### Wow
| Land/Region                  | Auszeichnungen für Musikverkäufe (Land/Region, Auszeichnung, Verkäufe) | Verkäufe |
| ---------------------------- | ---------------------------------------------------------------------- | -------- |
| Brasilien (PMB)              | Platin                                                                 | 40.000   |
| Kanada (MC)                  | Gold                                                                   | 40.000   |
| Polen (ZPAV)                 | Gold                                                                   | 10.000   |
| Vereinigtes Königreich (BPI) | Silber                                                                 | 200.000  |
| Insgesamt                    | 1× Silber · 2× Gold · 1× Platin ·                                      | 290.000  |

### All the Time
| Land/Region                  | Auszeichnungen für Musikverkäufe (Land/Region, Auszeichnung, Verkäufe) | Verkäufe |
| ---------------------------- | ---------------------------------------------------------------------- | -------- |
| Brasilien (PMB)              | Gold                                                                   | 20.000   |
| Dänemark (IFPI)              | Gold                                                                   | 45.000   |
| Kanada (MC)                  | Gold                                                                   | 40.000   |
| Norwegen (IFPI)              | Gold                                                                   | 30.000   |
| Schweden (IFPI)              | Platin                                                                 | 80.000   |
| Vereinigtes Königreich (BPI) | Silber                                                                 | 200.000  |
| Insgesamt                    | 1× Silber · 4× Gold · 1× Platin ·                                      | 415.000  |

### Now You’re Gone
| Land/Region                  | Auszeichnungen für Musikverkäufe (Land/Region, Auszeichnung, Verkäufe) | Verkäufe |
| ---------------------------- | ---------------------------------------------------------------------- | -------- |
| Vereinigtes Königreich (BPI) | Silber                                                                 | 200.000  |
| Insgesamt                    | 1× Silber ·                                                            | 200.000  |

### Like It Is
| Land/Region                  | Auszeichnungen für Musikverkäufe (Land/Region, Auszeichnung, Verkäufe) | Verkäufe |
| ---------------------------- | ---------------------------------------------------------------------- | -------- |
| Brasilien (PMB)              | Gold                                                                   | 20.000   |
| Kanada (MC)                  | Platin                                                                 | 80.000   |
| Norwegen (IFPI)              | Platin                                                                 | 60.000   |
| Polen (ZPAV)                 | Gold                                                                   | 10.000   |
| Vereinigtes Königreich (BPI) | Silber                                                                 | 200.000  |
| Insgesamt                    | 1× Silber · 2× Gold · 2× Platin ·                                      | 370.000  |

### Love Me Land
| Land/Region     | Auszeichnungen für Musikverkäufe (Land/Region, Auszeichnung, Verkäufe) | Verkäufe |
| --------------- | ---------------------------------------------------------------------- | -------- |
| Schweden (IFPI) | Platin                                                                 | 80.000   |
| Insgesamt       | 1× Platin ·                                                            | 80.000   |

### Look What You’ve Done
| Land/Region     | Auszeichnungen für Musikverkäufe (Land/Region, Auszeichnung, Verkäufe) | Verkäufe |
| --------------- | ---------------------------------------------------------------------- | -------- |
| Schweden (IFPI) | Platin                                                                 | 80.000   |
| Insgesamt       | 1× Platin ·                                                            | 80.000   |

### Säg mig var du står
| Land/Region     | Auszeichnungen für Musikverkäufe (Land/Region, Auszeichnung, Verkäufe) | Verkäufe |
| --------------- | ---------------------------------------------------------------------- | -------- |
| Schweden (IFPI) | 3× Platin                                                              | 240.000  |
| Insgesamt       | 3× Platin ·                                                            | 240.000  |

### Words
| Land/Region                  | Auszeichnungen für Musikverkäufe (Land/Region, Auszeichnung, Verkäufe) | Verkäufe |
| ---------------------------- | ---------------------------------------------------------------------- | -------- |
| Belgien (BRMA)               | Gold                                                                   | 20.000   |
| Brasilien (PMB)              | 2× Platin                                                              | 80.000   |
| Dänemark (IFPI)              | Platin                                                                 | 90.000   |
| Italien (FIMI)               | Gold                                                                   | 50.000   |
| Polen (ZPAV)                 | 2× Platin                                                              | 100.000  |
| Spanien (Promusicae)         | Gold                                                                   | 30.000   |
| Vereinigtes Königreich (BPI) | Gold                                                                   | 400.000  |
| Insgesamt                    | 4× Gold · 5× Platin ·                                                  | 770.000  |

### Lay All Your Love on Me
| Land/Region     | Auszeichnungen für Musikverkäufe (Land/Region, Auszeichnung, Verkäufe) | Verkäufe |
| --------------- | ---------------------------------------------------------------------- | -------- |
| Schweden (IFPI) | Platin                                                                 | 80.000   |
| Insgesamt       | 1× Platin ·                                                            | 80.000   |

### Can’t Tame Her
| Land/Region                  | Auszeichnungen für Musikverkäufe (Land/Region, Auszeichnung, Verkäufe) | Verkäufe |
| ---------------------------- | ---------------------------------------------------------------------- | -------- |
| Dänemark (IFPI)              | Platin                                                                 | 90.000   |
| Österreich (IFPI)            | Gold                                                                   | 15.000   |
| Polen (ZPAV)                 | Gold                                                                   | 25.000   |
| Schweden (IFPI)              | Platin                                                                 | 80.000   |
| Schweiz (IFPI)               | Gold                                                                   | 10.000   |
| Ungarn (MAHASZ)              | Platin                                                                 | 4.000    |
| Vereinigtes Königreich (BPI) | Gold                                                                   | 400.000  |
| Insgesamt                    | 4× Gold · 3× Platin ·                                                  | 624.000  |

### On My Love
| Land/Region                  | Auszeichnungen für Musikverkäufe (Land/Region, Auszeichnung, Verkäufe) | Verkäufe |
| ---------------------------- | ---------------------------------------------------------------------- | -------- |
| Frankreich (SNEP)            | Platin                                                                 | 200.000  |
| Schweden (IFPI)              | Gold                                                                   | 40.000   |
| Vereinigtes Königreich (BPI) | Gold                                                                   | 400.000  |
| Insgesamt                    | 2× Gold · 1× Platin ·                                                  | 640.000  |

## Auszeichnungen nach Liedern

### TG4M
| Land/Region     | Auszeichnungen für Musikverkäufe (Land/Region, Auszeichnung, Verkäufe) | Verkäufe |
| --------------- | ---------------------------------------------------------------------- | -------- |
| Norwegen (IFPI) | Gold                                                                   | 30.000   |
| Schweden (IFPI) | Platin                                                                 | 80.000   |
| Insgesamt       | 1× Gold · 1× Platin ·                                                  | 110.000  |

### I Can’t Fall in Love Without You
| Land/Region                  | Auszeichnungen für Musikverkäufe (Land/Region, Auszeichnung, Verkäufe) | Verkäufe |
| ---------------------------- | ---------------------------------------------------------------------- | -------- |
| Dänemark (IFPI)              | Platin                                                                 | 90.000   |
| Kanada (MC)                  | Gold                                                                   | 40.000   |
| Neuseeland (RMNZ)            | Gold                                                                   | 15.000   |
| Schweden (IFPI)              | 2× Platin                                                              | 160.000  |
| Vereinigtes Königreich (BPI) | Silber                                                                 | 200.000  |
| Insgesamt                    | 1× Silber · 2× Gold · 3× Platin ·                                      | 505.000  |

## Auszeichnungen nach Musikstreamings

### Uncover
| Land/Region     | Auszeichnungen für Musikverkäufe (Land/Region, Auszeichnung, Verkäufe) | Verkäufe  |
| --------------- | ---------------------------------------------------------------------- | --------- |
| Dänemark (IFPI) | 3× Platin                                                              | 5.400.000 |
| Insgesamt       | 3× Platin ·                                                            | 5.400.000 |

### Bad Boys
| Land/Region     | Auszeichnungen für Musikverkäufe (Land/Region, Auszeichnung, Verkäufe) | Verkäufe |
| --------------- | ---------------------------------------------------------------------- | -------- |
| Dänemark (IFPI) | Gold                                                                   | 900.000  |
| Insgesamt       | 1× Gold ·                                                              | 900.000  |

### Symphony
| Land/Region  | Auszeichnungen für Musikverkäufe (Land/Region, Auszeichnung, Verkäufe) | Verkäufe    |
| ------------ | ---------------------------------------------------------------------- | ----------- |
| Japan (RIAJ) | Platin                                                                 | 100.000.000 |
| Insgesamt    | 1× Platin ·                                                            | 100.000.000 |

## Statistik und Quellen
| Land/RegionAuszeichnungen für Musikverkäufe (Land/Region, Auszeichnungen, Verkäufe, Quellen) | Silber     | Gold       | Platin         | Diamant     | Verkäufe   | Quellen                 |
| -------------------------------------------------------------------------------------------- | ---------- | ---------- | -------------- | ----------- | ---------- | ----------------------- |
| Australien (ARIA)                                                                            | —          | 2× Gold2   | 21× Platin21   | —           | 1.540.000  | aria.com.au             |
| Belgien (BRMA)                                                                               | —          | 3× Gold3   | 5× Platin5     | —           | 200.000    | ultratop.be             |
| Brasilien (PMB)                                                                              | —          | 5× Gold5   | 14× Platin14   | —           | 660.000    | pro-musicabr.org.br BR2 |
| Dänemark (IFPI)                                                                              | —          | 5× Gold5   | 22× Platin22   | —           | 1.615.000  | ifpi.dk                 |
| Deutschland (BVMI)                                                                           | —          | 4× Gold4   | 4× Platin4     | —           | 2.400.000  | musikindustrie.de       |
| Frankreich (SNEP)                                                                            | —          | 3× Gold3   | Platin1        | 3× Diamant3 | 1.091.665  | snepmusique.com         |
| Italien (FIMI)                                                                               | —          | 4× Gold4   | 12× Platin12   | —           | 725.000    | fimi.it                 |
| Japan (RIAJ)                                                                                 | —          | —          | Platin1        | —           | —          | riaj.or.jp              |
| Kanada (MC)                                                                                  | —          | 5× Gold5   | 22× Platin22   | —           | 1.960.000  | musiccanada.com         |
| Mexiko (AMPROFON)                                                                            | —          | 2× Gold2   | 2× Platin2     | —           | 180.000    | amprofon.com.mx         |
| Neuseeland (RMNZ)                                                                            | —          | 3× Gold3   | 22× Platin22   | —           | 630.000    | radioscope.co.nz NZ2    |
| Niederlande (NVPI)                                                                           | —          | Gold1      | Platin1        | —           | 50.000     | nvpi.nl                 |
| Norwegen (IFPI)                                                                              | —          | 4× Gold4   | 29× Platin29   | —           | 1.530.000  | ifpi.no                 |
| Österreich (IFPI)                                                                            | —          | 2× Gold2   | 2× Platin2     | —           | 90.000     | ifpi.at                 |
| Polen (ZPAV)                                                                                 | —          | 6× Gold6   | 8× Platin8     | 2× Diamant2 | 705.000    | olis.pl                 |
| Portugal (AFP)                                                                               | —          | 2× Gold2   | 3× Platin3     | —           | 40.000     | Einzelnachweise         |
| Schweden (IFPI)                                                                              | —          | 4× Gold4   | 47× Platin47   | —           | 2.550.000  | sverigetopplistan.se    |
| Schweiz (IFPI)                                                                               | —          | 4× Gold4   | 5× Platin5     | —           | 165.000    | hitparade.ch            |
| Spanien (Promusicae)                                                                         | —          | 3× Gold3   | 6× Platin6     | —           | 430.000    | elportaldemusica.es     |
| Ungarn (MAHASZ)                                                                              | —          | —          | Platin1        | —           | 4.000      | slagerlistak.hu         |
| Vereinigte Staaten (RIAA)                                                                    | —          | 2× Gold2   | 7× Platin7     | —           | 8.500.000  | riaa.com                |
| Vereinigtes Königreich (BPI)                                                                 | 7× Silber7 | 4× Gold4   | 17× Platin17   | —           | 12.900.000 | bpi.co.uk               |
| Insgesamt                                                                                    | 7× Silber7 | 70× Gold70 | 252× Platin252 | 5× Diamant5 |            |                         |